# تجمع امفراع (جيشان)

تعديل مصدري - تعديل

تجمع امفراع هي إحدى قرى عزلة جيشان بمديرية جيشان التابعة لمحافظة أبين، بلغ تعداد سكانها 38 نسمة حسب تعداد اليمن لعام 2004.